# Carla Del Poggio
Carla Del Poggio, de son vrai nom Maria Luisa Attanasio, née le 2 décembre 1925 à Naples et morte le 14 octobre 2010 à Rome, est une actrice italienne de théâtre, cinéma et télévision.

## Biographie
Fille d'un colonel de l'armée italienne, Carla Del Poggio étudie les langues étrangères, mais rêve de devenir danseuse. Elle suit néanmoins les cours du Centro Sperimentale di Cinematografia de Rome, où elle sera découverte par Vittorio De Sica, qui en fait son héroïne pour le film Madeleine, zéro de conduite (1940). Elle tourne à nouveau avec lui dans Un garibaldien au couvent (1942). Elle apparaît encore dans des comédies roses, mais c'est son futur époux, Alberto Lattuada, qui la lance vraiment avec Le Bandit (1946). Après leur mariage, ils travaillent ensemble sur trois films, dans lesquels elle incarne des personnages plus affirmés : Sans pitié (1948) ; Le Moulin du Pô (1949) ; Les Feux du music-hall (Luci del varietà), en collaboration avec Federico Fellini (1950). On peut la voir également dans Jeunesse perdue (Gioventù perduta) de Pietro Germi (1947), Onze heures sonnaient de Giuseppe De Santis (1952) et Cose da pazzi de Georg Wilhelm Pabst (1953). Depuis 1957, elle n'assurait plus que quelques rôles dans le théâtre de variétés et pour la télévision.

## Filmographie partielle
- 1940 : Madeleine, zéro de conduite (Maddalena, zero in condotta) de Vittorio De Sica - (Maddalena Lenci)
- 1941 : La bocca sulla strada de Roberto Roberti
- 1941 : La scuola dei timidi (it) de Carlo Ludovico Bragaglia
- 1942 : Des violettes dans les cheveux (Violette nei capelli) de Carlo Ludovico Bragaglia
- 1942 : Un garibaldien au couvent (Un garibaldino al convento) de Vittorio De Sica - (Caterinetta Belleli).
- 1943 : Signorinette de Luigi Zampa - (Renata).
- 1943 : C'e sempre un ma! de Luigi Zampa
- 1944 : Tre ragazze cercano marito (it) de Duilio Coletti - (Liliana).
- 1946 : Le Bandit (Il bandito) d'Alberto Lattuada - (Maria).
- 1947 : Chasse tragique (Caccia tragica) de Giuseppe De Santis - (Giovanna)Carla Del Poggio dans Chasse tragique (1947).

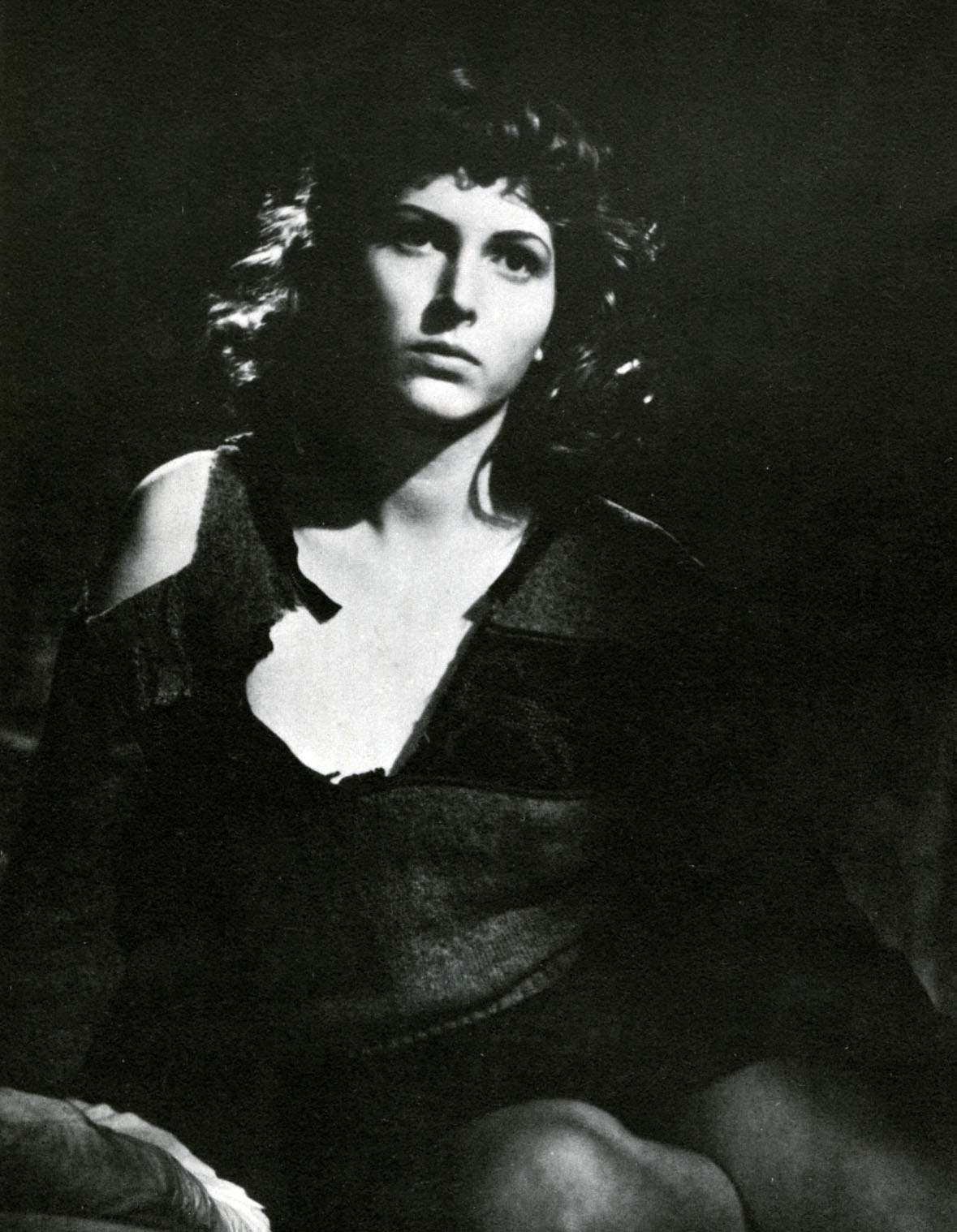
Carla Del Poggio dans Chasse tragique (1947).

- 1947 : Jeunesse perdue (Gioventù perduta) de Pietro Germi - (Luisa)
- 1948 : Sans pitié (Senza pietà) d'Alberto Lattuada - (Angela)
- 1949 : Le Moulin du Pô (Il mulino del Po), d'Alberto Lattuada - (Berta Scacerni)
- 1950 : Il sentiero dell'odio de Sergio Grieco
- 1950 : Les Feux du music-hall (Luci del varieta) de Federico Fellini et Alberto Lattuada - (Liliana Antonelli)
- 1952 : Les loups chassent la nuit de Bernard Borderie
- 1952 : Fille dangereuse (Bufere), de Guido Brignone - (Maria Sanna, la femme d'Antonio)
- 1952 : Onze heures sonnaient (Roma, ore 11) de Giuseppe De Santis - (Luciana)
- 1954 : Les Révoltés de Lomanach de Richard Pottier - (Henriette de Lomanach)
- 1954 : Affaires de fou (Cose da pazzi) de Georg Wilhelm Pabst - (Delia Rossi)
- 1954 : Le Secret d'Hélène Marimon de Henri Calef - (Dominique Marimon)
- 1955 : Mélodies immortelles (Melodie immortali) de Giacomo Gentilomo - (Lina Mascagni)
- 1956 : Les Forains (I girovaghi) de Hugo Fregonese - (Donna Lia)

### Sources
- (en) Cet article est partiellement ou en totalité issu de l’article de Wikipédia en anglais intitulé « Carla Del Poggio » (voir la liste des auteurs).

- Ressources relatives à l'audiovisuel :   - AllMovie
  - Allociné
  - IMDb
- Ressource relative à la musique :   - Discogs
- Notices d'autorité :   - VIAF
  - ISNI
  - BnF (données)
  - IdRef
  - LCCN
  - GND
  - Italie
  - Espagne
  - Israël
- L'encinémathèque